# Ganyme sapphira
Ganyme sapphira is een keversoort uit de familie Ulodidae. De wetenschappelijke naam van de soort is voor het eerst geldig gepubliceerd in 1842 door Newman.